# اودی‌ها
اودیان (اودینها، اودها یا اودی‌ها / روسی: Удины = ئودینی)، گروهی قومی اند که بیش تر در جمهوری آذربایجان (قبله و اغوز)، روسیه (قفقاز شمالی)، گرجستان (قوارلی از استان کاختی) و استان تاووش ارمنستان می‌نشینند. جمعیت کل ایشان ۱۰،۰۰۰ تَن است و به زبان اودی صحبت می‌کنند.